# 两免一补
两免一补為中華人民共和國2001年開始的教育幫扶政策，对农村义务教育阶段贫困家庭学生免杂费、免书本费、逐步补助寄宿生生活费。2007年全国农村义务教育阶段家庭经济困难学生均享受到了两免一补政策，共約5000萬學生。2017年起實行城鄉統一制的两免一补。
- 免费教科书：每生每期按实际书款减免
- 免杂费：小学每生每期70元，初中每生每期90元，特教每生每期70元
- 补助贫困寄宿生生活费：小学每人每年1000元，初中每人每年1250元

## 政策
申請資格為
- 持有农村特困户救助证的家庭子女
- 农村人均年收入低于882元的家庭子女[4]
- 父母重大疾病丧失劳动能力的贫困学生
- 父母离异或丧父、丧母、突发事件导致造成贫困
- 因建设征地导致农村家庭人均耕地面积大量减少且造成家庭经济困难
- 特殊教育的学生
- 当地政府规定的其他需要资助的学生

審請程序為
- 贫困生向学校提出申请
- 由学校、学生家长、村（居）干部和教师代表参加的评审小组審查
- 受助学生名单及其家庭贫困程度向社会公布，公示期为7天
- 公示无异后，将受助学生名单及评审意見上报所在地教育行政部门、财政部门請領

两免一补资金实行专户管理、分账核算、集中支付、封闭运行。免课本费资金，由财政部门根据实际免收书费学生数，按照免费课本结算标准，据实结算，直接拨付新华书店，免杂费资金由财政部门在开学前先将资金预拨有关学校。